# Richard Henry Ackerman
Richard Henry Ackerman CSSp (* 30. August 1903 in Pittsburgh, Pennsylvania, USA; † 18. November 1992 in Covington, Kentucky, Vereinigte Staaten) war ein US-amerikanischer Ordensgeistlicher und römisch-katholischer Bischof von Covington.

## Leben
Richard Ackerman wurde als Sohn des John Ackerman und dessen Ehefrau Josphine geboren. Nach der "Duquesne University High School", auf der er die Hochschulreife erlangte, wechselte er 1920 auf die "Duquesne University School of Drama". 1921 trat er in die Ordensgemeinschaft der Spiritaner ein und legte seine Profess am 15. August 1922 ab.
Sein kirchlicher Werdegang begann am 28. August 1926 mit der Weihe zum Ordenspriester der Spiritaner, die ihm von Bischof Maurice F. McAuliffe, Weihbischof in Hartford, gespendet wurde. Am 6. April 1956 erhielt er die Ernennung zum Titularbischof von Lares und wurde Weihbischof in San Diego, Kalifornien. Seine Bischofsweihe erfolgte am 22. Mai 1956 durch Bischof John Francis Dearden von Pittsburgh, Mitkonsekratoren waren Bischof Jean Gay CSSp von Basse-Terre und Thomas John McDonnell, Weihbischof in New York.
Zwischen 1926 und 1940 war Ackerman Novizenmeister der Spiritaner, Vikar in der Pfarrgemeinde St. Benedict the Moor in Pittsburg, Assistent des nationalen Direktors der "Pontifical Association of the Holy Childhood", Assistent des Professors für Philosophie am St. Mary Seminars in Norwalk und Vikar an der Pfarrgemeinde St. Mary in Detroit Michigan.
1941 übernahm er das Amt des nationalen Direktors der "Pontifical Association of the Holy Childhood". 1947 wurde er Vizepräsident der  "Association's Superior Council". Aus Anlass seines silbernen Priesterjubiläums wurde ihm 1951 von Papst Pius XII. (1939–1958) das Cross Pro Ecclesia et Pontifice verliehen. Er war Mitglied und Träger des Großkreuzes der Kolumbusritter und gehörte der Coetus Internationalis Patrum an.
Am 17. Mai 1960 wurde er Bischof von Covington in Kentucky. Dieses Bischofsamt hatte er bis zu seiner Emeritierung am 28. November 1978 ausgeübt und verblieb bis zu seinem Tod am 18. November 1992 emeritierter Bischof von Covington. Er war Teilnehmer an den vier Sitzungsperioden des Zweiten Vatikanischen Konzils. Während seiner Amtszeit war er Mitkonsekrator von William Graham Connare (1960), Alfredo Méndez-Gonzalez CSC (1960), Vincent Martin Leonard (1964) und James Kendrick Williams (1984). Seine letzte Ruhestätte ist der St. Mary Friedhof in Fort Mitchell.